# Hochwasser in Bahia im Dezember 2021
Das Hochwasser in Bahia im Dezember 2021 ereignete sich im Osten Brasiliens im Bundesstaat Bahia.

## Ursachen und Verlauf
Ende 2021 kam es zu einer Hochwasserkatastrophe in Bahia. Seit Mitte November gab es in der Region starke Regenfälle. Der subtropische Sturm Ubá brachte ab 7. Dezember schwere Unwetter mit sich.

## Folgen
Zwei Staudämme brachen in der Folge zwischen 25. und 26. Dezember in Jussiape (Duas-Ilhas-Staudamm am Rio Contas) und Itambé.
Insgesamt kam es zu mindestens 24 Todesopfern, die sich auf die Gemeinden Amargosa, Itaberaba, Itamaraju, Jucuruçu, Macarani, Prado, Ruy Barbosa, Itapetinga, Ilhéus, Aurelino Leal, Itabuna, São Félix do Coribe und Ubaitaba verteilten. Auch der Bundesstaat Minas Gerais war betroffen. Darüber hinaus gab es mindestens 358 Verletzte und etwa 62.800 Menschen wurden aus ihren Häusern vertrieben. Von über 160 betroffenen Gemeinden waren 151 in einer Notstandsituation, insgesamt wurden über 640.000 Menschen betroffen.

## Hilfen
Brasiliens Präsident Jair Bolsonaro kündigte Hilfen in Höhe von 700 Millionen Brasilianischer Real (125,67 Millionen US-Dollar) an, ein Hilfsangebot Argentiniens lehnte er zuvor ab.

## Galerie

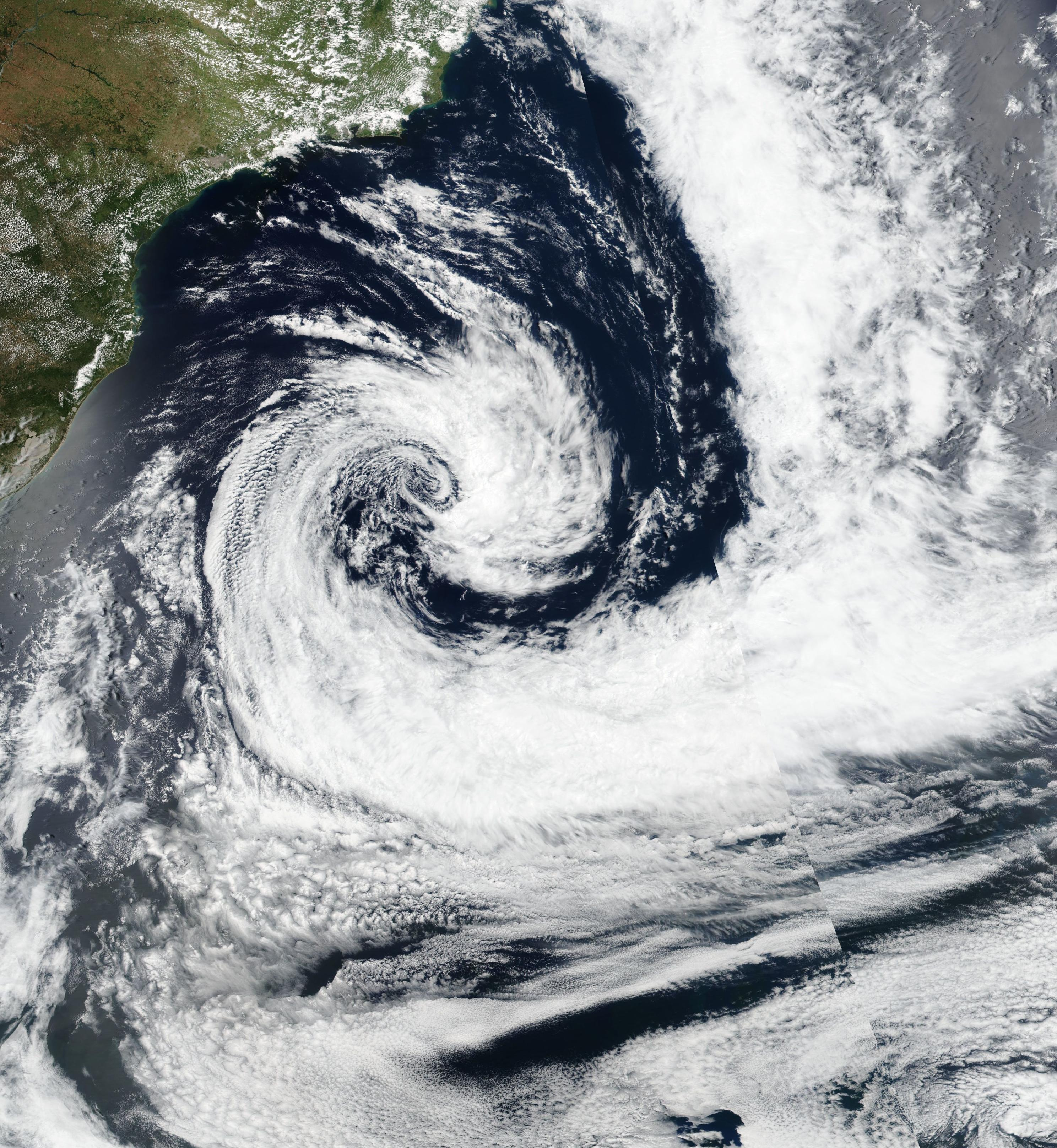
Satellitenbild von Ubá vor der Küste Brasiliens am 10. Dezember
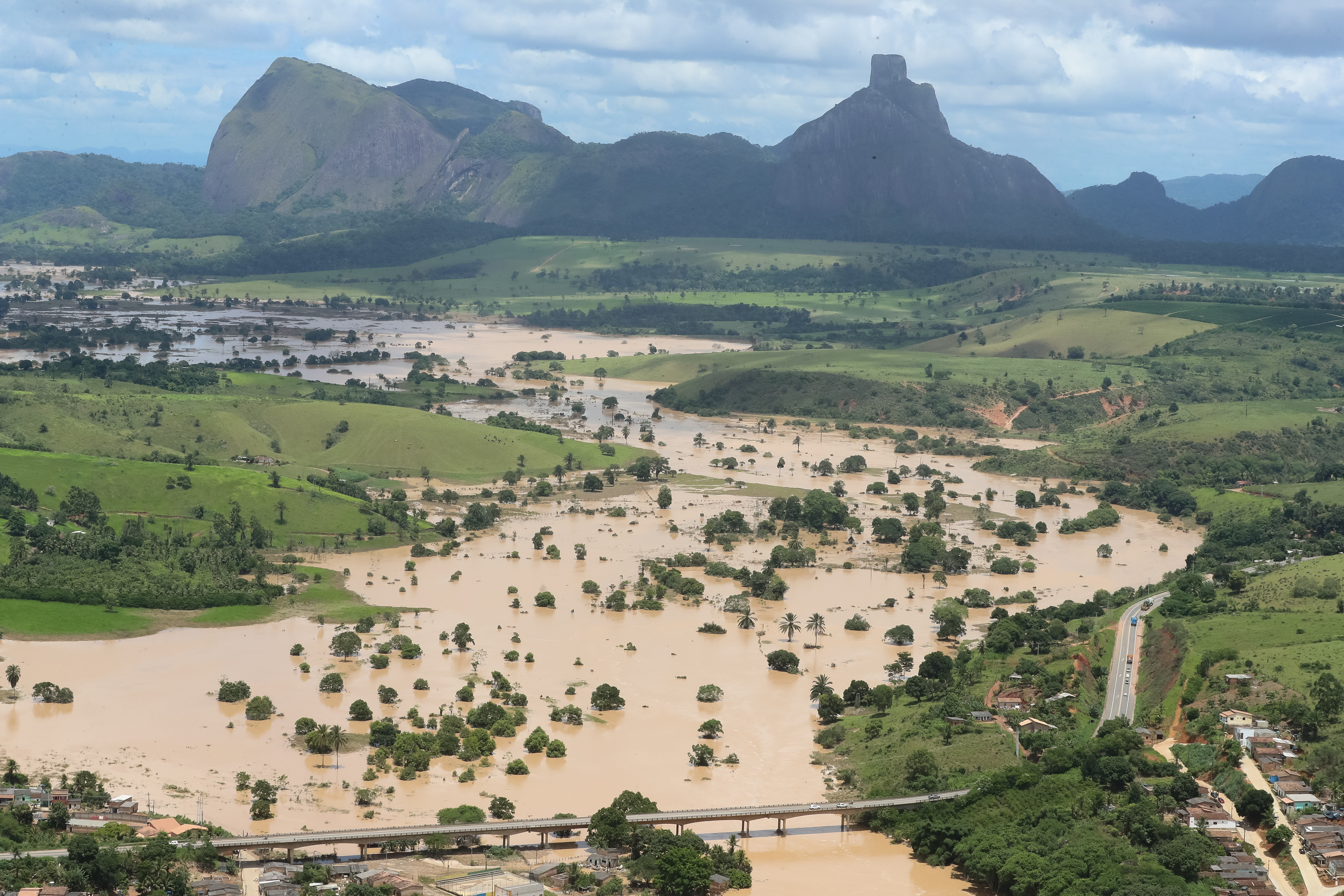
Überflutetes Gebiet im Süden Bahias
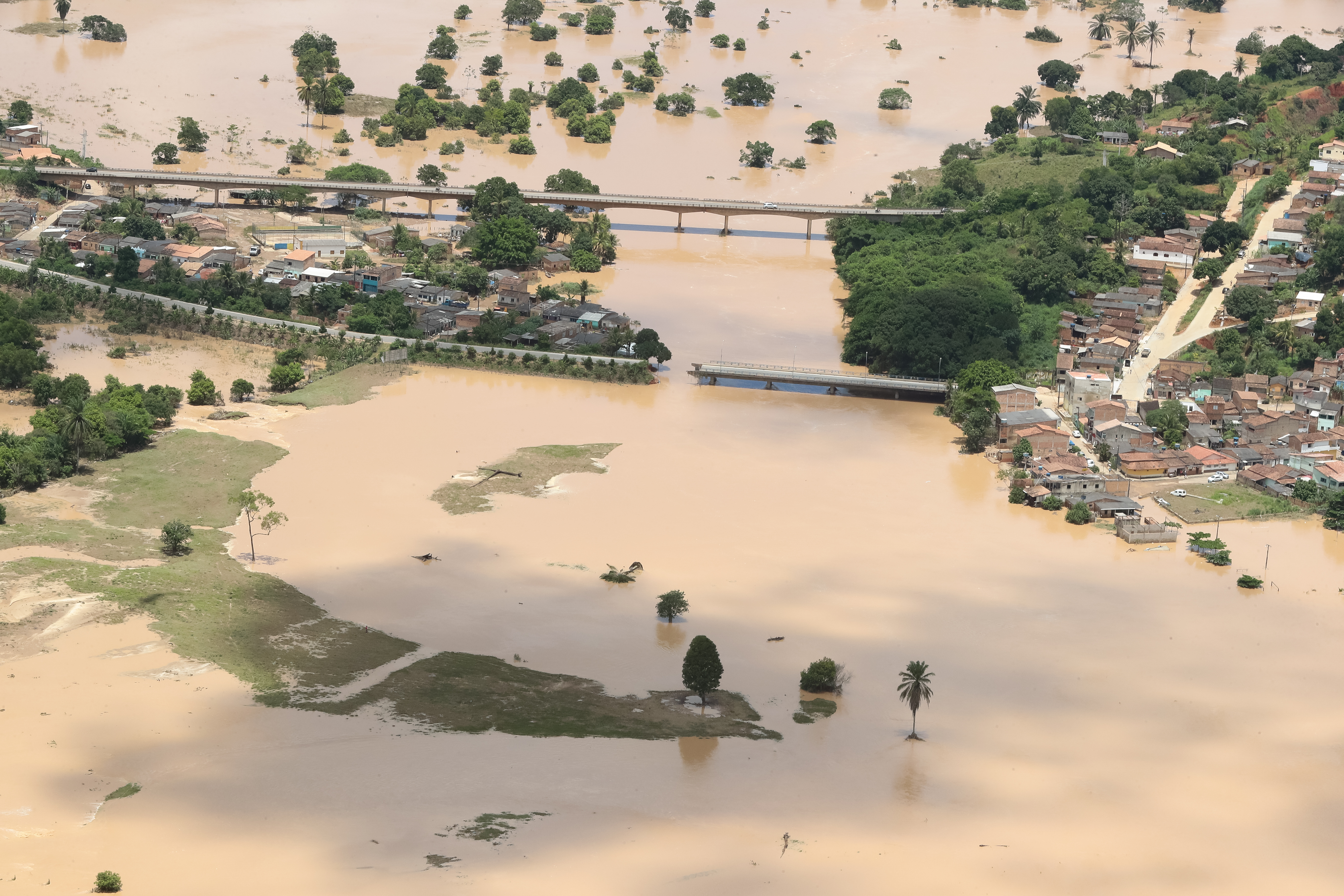
Durch Überschwemmungen beschädigte Brücke
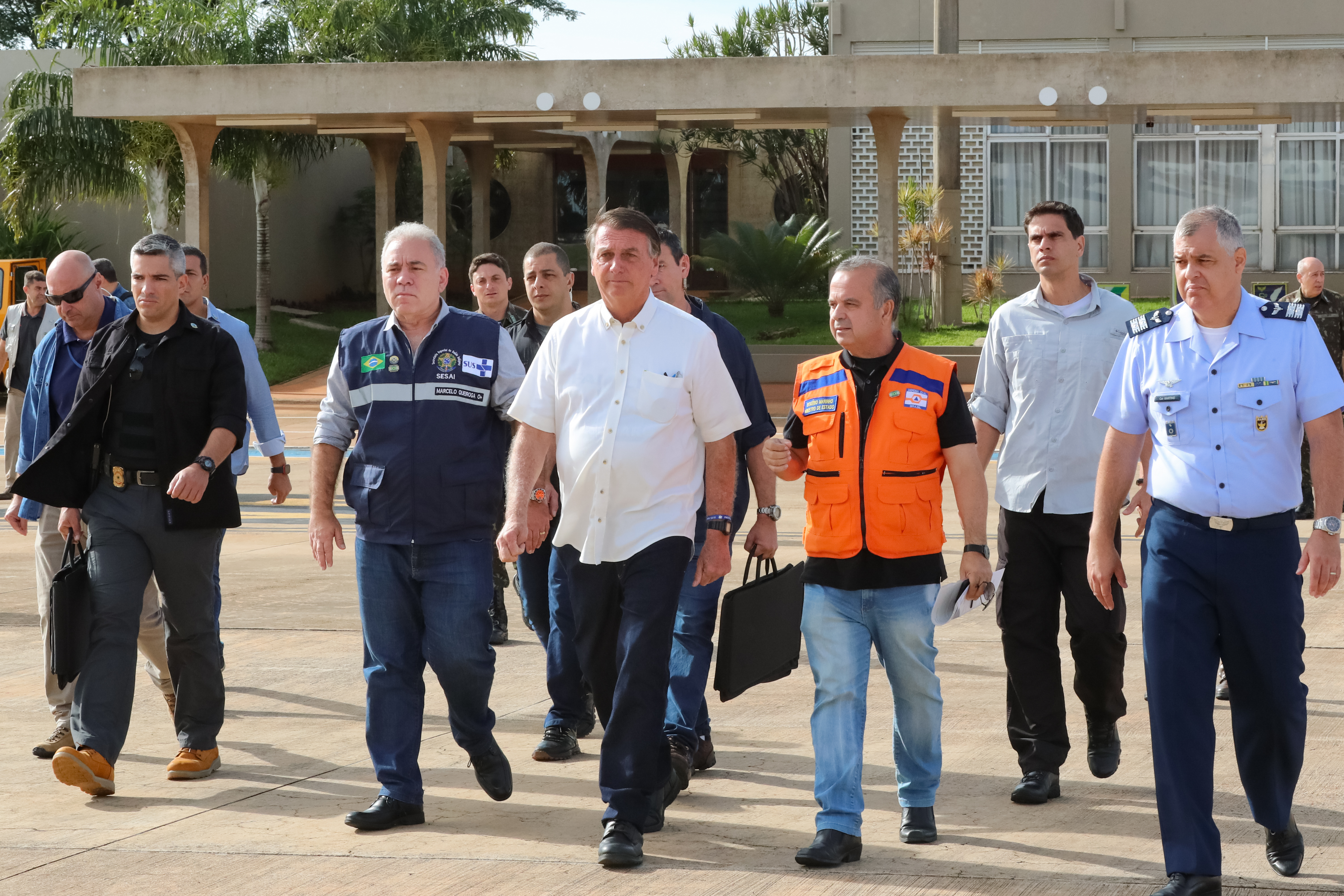
Präsident Jair Bolsonaro bei einem Besuch in der betroffenen Region am 12. Dezember
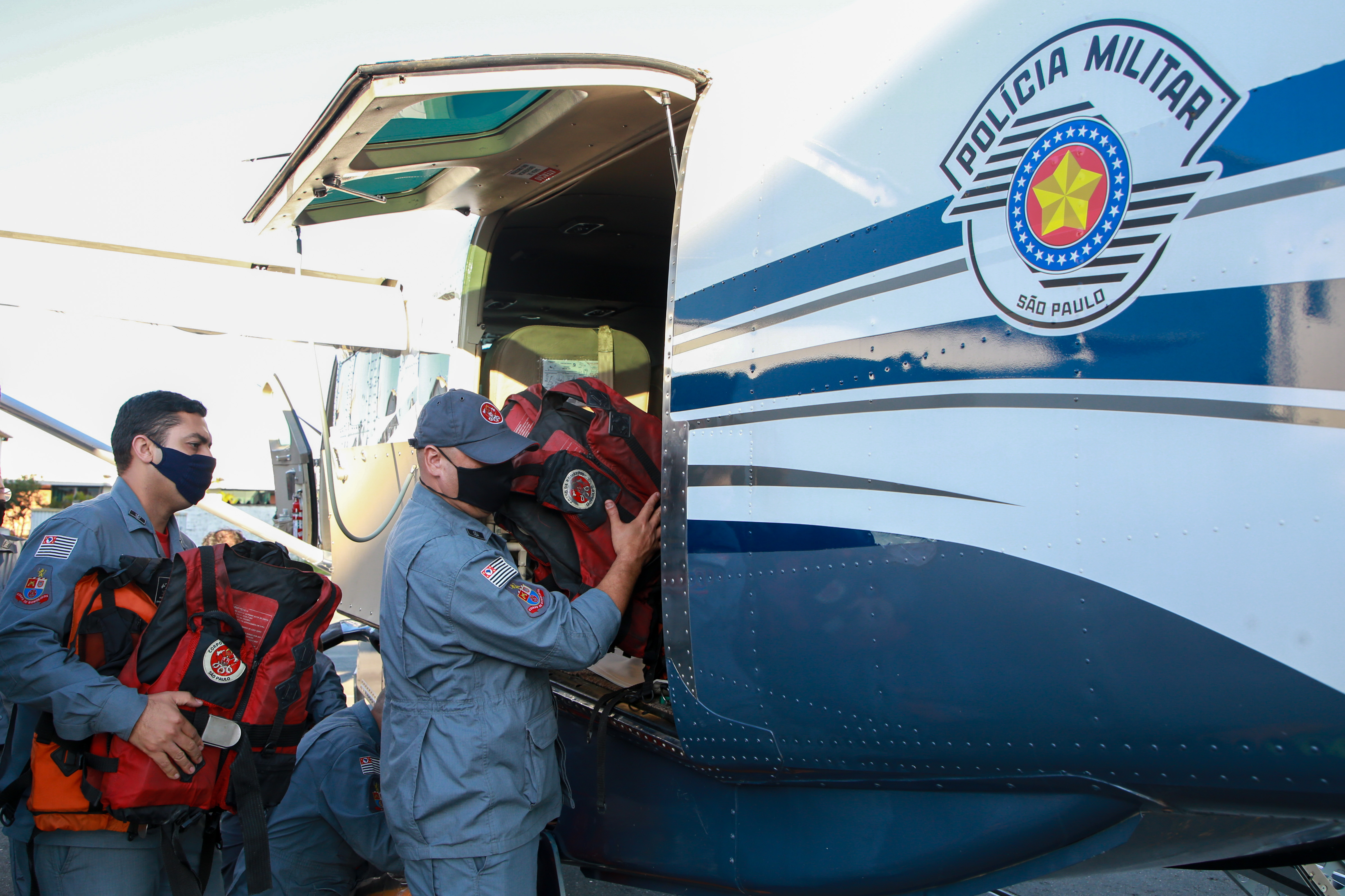
Die Regierung von São Paulo entsandte eine Task Force, um den Opfern zu helfen.